# Sour Milk Sea (группа)
Sour Milk Sea — британская рок-группа, созданная в середине 1969 года (до этого носила название Tomato City) Крисом Дамметом, Джереми Галлопом и Полом Милном, учениками школы Святого Эдуарда. В изначальном составе Гэллоп играл на ритм-гитаре, Дамметт на соло-гитаре, Милин на бас-гитаре, впоследствии к группе также присоединился барабанщик Роб Тиррелл. Коллектив примечателен тем, что впоследствии место вокалиста в нём занял Фредди Меркьюри (тогда известный как Фредди Булсара), который позже присоединился к рок-группе Smile, сменившей название на Queen.

## История
В 1968 году была создана группа Tomato City, в состав которой вошли Дамметт (соло-гитара), Гэллоп (ритм-гитара) и Милн (бас-гитара). Тогда у коллектива ещё не было отдельного вокалиста, поэтому Дамметт взял на себя исполнение большинства партий вокала на живых выступлениях. Группа играла в школе, в основном в классах. К 1969 году Дамметт и Гэллоп решили сменить название группы на Sour Milk Sea, в честь песни Джорджа Харрисона:75. Милн продолжил играть на бас-гитаре, а на вакантное место барабанщика был приглашён Роб Тиррелл, бывший участник Anon, группы-предшественника Genesis. В июне 1969 года группа стала профессиональной и дебютировала в Guildford City Hall. Они выступали на разогреве у таких групп, как Deep Purple, Junior's Eyes и Taste:75—76.
Группа приобрела значительное число местных поклонников, на её выступления приходили около сотни человек. Тем не менее, группе не хватало отдельного вокалиста и фронтмена. Фредди Меркьюри, будущий солист Queen, искал новый коллектив после того, как его предыдущая группа Wreckage распалась. Меркьюри увидел объявление в Melody Maker, в котором говорилось: «Требуется вокалист». Меркьюри успешно прошёл прослушивание и в феврале 1970 года стал ведущим вокалистом Sour Milk Sea.
С Меркьюри в качестве фронтмена группа выступала два-три раза в неделю. Наиболее примечательными являются два концерта, один из которых состоялся в Randolph Hotel, а другой —  21 марта 1970 года в Highfield Parish Hall. Несмотря на то, что у Меркьюри ещё не было сплочённого коллектива, он всё же мог развлечь публику на протяжении всего выступления. Sour Milk Sea исполняла песни, написанные Фредди Меркьюри, в том числе «Lover», оригинальное название более поздней песни Queen «Liar», «Blag"» и «FEWA». Наряду с песнями Меркьюри, группа также исполняла каверы на такие песни, как «Jailhouse Rock» Элвиса Пресли и «Lucille» Литла Ричарда. Поскольку никаких известных сохранившихся записей группы не существует, невозможно определить, какие ещё песни исполнял коллектив. Концерт в Highfield Parish Hall был благотворительным мероприятием и прошёл всего за несколько недель до того, как Меркьюри присоединился к Брайану Мэю и Роджеру Тейлору, с которыми впоследствии войдёт в Queen. Это был последний концерт Меркьюри, и о нём написали в местной газете Oxford Mail. Статья включает биографические данные о каждом участнике группы, а также единственную известную фотографию группы с Меркьюри. Она также включала слова из композиции Меркьюри «Lover».
В конечном итоге стремление Меркьюри к новому креативному звучанию и контролю над группой привело к её преждевременному краху. Меркьюри и Даммит стали жить вместе в квартире Меркьюри как близкие друзья. Гэллоп забеспокоился, что Даммет встанет на сторону Меркьюри в музыкальном направлении группы, и распустил её. Жаркие дебаты в группе начались вскоре после вступления в неё Меркьюри. Все оборудование принадлежало ему, поэтому у группы не было шансов продолжить своё существование. В апреле 1970 года Фредди Меркьюри присоединился к группе Smile, которая по настоянию Меркьюри стала называться Queen.

## Последующие события
Queen стала одним из самых успешных групп в истории. Через три года коллектив выпустит свой дебютный альбом Queen. Крис Даммет в последний раз играл с Меркьюри на практических сессиях в Imperial Lecture Theatre. Там присутствовали будущий басист Джон Дикон и остальные участники Queen. Коллектив музыкантов репетировал будущие треки Queen. Меркьюри надеялся добавить второго гитариста, но сессия оказалась неудачной, и Даммет больше не участвовал в деятельности группы. Меркьюри и Крис Даммет не пересекались до 1987 года.